# Stanisław Ruziewicz
Stanisław Ruziewicz, né le 29 août 1889 à Kolomya et mort le 12 juillet 1941 à Lwów, est un  mathématicien polonais et un des fondateurs de l'École mathématique de Lwów.

## Biographie
Il a fait ses études de mathématiques avec Wacław Sierpiński. Stanisław Ruziewicz a été nommé professeur de l'Université de Lviv, puis recteur de l'Académie du Commerce extérieur. Le sujet de sa thèse était : On Continuous Monotone Function without Derivative at Uncountable Set of Points (Sur les fonctions continues monotones sans dérivées sur un ensemble non-dénombrable de points). Ses travaux portent sur la théorie des ensembles. Son nom est attaché au problème de Ruziewicz. Il a eu comme étudiant Stefan Kaczmarz.
Durant la Seconde Guerre mondiale, Stanisław Ruziewicz a été arrêté et assassiné par la Gestapo le 12 juillet 1941 à Lviv, lors du massacre des professeurs de Lwow.